# Cop Shoot Cop
 (août 2024).
Le contenu est difficilement compréhensible vu les erreurs de traduction, qui sont peut-être dues à l'utilisation d'un logiciel de traduction automatique.
Cop Shoot Cop est un groupe américain de rock, originaire de New York, actif entre 1987 et 1996. Le groupe a souvent été classé dans la catégorie du rock industriel, mais il était souvent très différent des autres groupes ainsi nommés : il avait une ligne instrumentale distincte qui comprenait deux guitares basses, des percussions métalliques, et pas de guitare principale. Le groupe a eu peu de succès auprès du grand public (quelques hits sur les radios universitaires), malgré des tournées avec Iggy Pop et des vidéos musicales diffusées dans les émissions Headbangers Ball et 120 Minutes de MTV (notamment pour $10 Bill, qui met en scène un certain nombre de petits personnages). Ils conservent un culte et leurs albums épuisés se vendent parfois à des prix élevés. 

## Histoire
Le groupe ne rencontre que peu de succès commercial (quelques hits sur des  radios étudiantes), malgré une tournée avec Iggy Pop et des vidéos (en particulier le clip de $10 Bill, qui inclut de nombreux nains du groupe diffusées dans les émissions Headbangers Ball et 120 Minutes de MTV). Ils conservent cependant des inconditionnels, et leurs disques épuisés se vendent parfois au prix fort. À l'origine le groupe était un trio formé de Tod A. (voix, guitare basse), David Ouimet (clavier), échantillonneur et Phil Puleo à la batterie et aux « métaux » (il incorpore divers objets trouvés à sa batterie).
Le premier concert du groupe est avec Half Japanese. Le trio intègre ensuite Jack Natz à la basse, et pendant une courte période Tod chante sans jouer de la basse.
Après le premier album et la première tournée, Ouimet part pour de bon : il fonde l'éphémère Motherhead Bug et sera plus tard invité par Cop Shoot Cop, jouant du trombone ou dirigeant la section de cuivres « Motherhead Horns ».
Cop Shoot Cop continue d'enregistrer et de tourner ; ils surprennent certains fans en recrutant le guitariste Steve McMillen pour Release, sorti chez Interscope Records. Ned Raggett affirme que l'apparition de McMillen « Given how Cop Shoot Cop avait développé son propre son à partir des basses, des batteries et des échantillonneurs des membres d'origine, le fait de devenir un groupe de rock plus direct (il offre néanmoins une critique largement positive). Une autre critique note que « Tod A. est le Andrew Vachss du rock underground, racontant des histoires de perdants pathétiques et de marginaux maniaques qui croient être les plus sains d'esprit », tandis que Black et Sprague notent que Release trouve Cop Shoot Cop « se rapprochant subrepticement du courant dominant ». Fin 1995, Michael Kaminski remplace McMillen à la guitare.

## Style musical
Il était fréquemment classé dans le rock industriel mais se distingue sur de nombreux points d'autres groupes qu'on classe dans ce même genre. Les paroles de Tod A. étaient réfléchies et riches, et leur musique surnaturelle et accrocheuse allait chercher aussi bien dans le hot jazz et le swing que dans le rock brutal, leur conférant une renommée singulière.
Leur musique a été comparée à celle d'autres groupes emblématiques de no wave comme DNA, Mars ou Teenage Jesus and the Jerks.

## Discographie

### Albums studio
- 1990 : Consumer Revolt
- 1991 : White Noise
- 1993 : Ask Questions Later
- 1994 : Release

### Singles et EP
- 1989 : Headkick Facsimile (12" EP) (réédité en 1994 sur cassette avec une chanson de Pieceman 7")
- 1989 : Piece Man (7") (couverture éclaboussée de sang de cochon)
- 1992 : Split (7") (avec Helmet ; bootleg)
- 1992 : Suck City (EP)
- 1993 : $10 Bill (CD single)
- 1993 : Room 429 (CD single)
- 1994 : Two At a time (CD single)
- 1995 : Any Day Now (CD single)
- 1996 : Dick Smoker Plus (split 7"/CD avec Meathead)

### Albums live
- 1989 : Live at CBGB's (cassette officielle, 300 exemplaires, sortie japonaise)

### Compilations
- 1990 : New York Eye and Ear Control (une chanson sur une compilation)
- 1995 : Johnny Mnemonic Soundtrack (une chanson sur la bande originale du film).
- 2014 : Mortar - Cable Regime - Cop Shoot Cop - Nox - Caspar Brötzmann-Massaker - Gore / Hoer - Fall Of Because - Grill -  Réédition numérique (Atypeek Music) (PDCD)